# Haute Surveillance (série télévisée)
Pour les articles homonymes, voir Haute Surveillance.
Haute Surveillance est mini-série québécoise en six épisodes de 45 minutes réalisée par George Mihalka et diffusée du 1er novembre au 6 décembre 2000 à la Télévision de Radio-Canada.

## Synopsis
L'Agence de renseignements centralisés (ARC) a accès aux dossiers de tous les citoyens. Pour ses interventions, elle fait appel aux agents du Groupe d'intervention mobile (GIM).

## Distribution
- Yan England-Girard : Maxime Lamarre
- Caroline Néron : Caroline Casavant
- Patrick Labbé : Jo Gravel
- Denis Roy : Éric Lenoir
- François Cormier : Philippe Forest
- Denis Bernard : Paul Simon
- Gilles Pelletier : Monsieur D
- Alexis Martin : Keiser
- Marthe Turgeon : Madame M
- Guillaume Jean-Baptiste : Fayolle
- Cédric Noël : Patrice Viens
- Gabriel Gascon : Robert Legault
- Claude Préfontaine : Rodrigue Giguère
- Jean Leclerc : Monsieur D2
- Roger Joubert

## Fiche technique
- Scénaristes : Guillaume Sylvestre, Marc Laberge et Robert Geofrion
- Réalisateur : George Mihalka
- Musique originale : Michel Cusson
- Directrice de production : Valérie Allard
- Producteur : Claude Bonin
- Producteur exécutif : André Picard
- Production : Motion international IV inc.

## Épisodes
1. Hacker (1)
2. Hacker (2)
3. Toile d'araignée
4. RÂ
5. Un tueur en liberté
6. Impunité diplomatique